# Нідзієв Олександр Іванович
Олександр Іванович Нідзієв (нар. 2 січня 1957) — український діяч, голова правління колгоспу «Росія» Згурівського району Київської області, голова міжнародного фонду розвитку науки і інтелектуальної власності «Третє Тисячоліття-ТНН», керівник державного підприємства «Укркартгеофонд». Народний депутат України 2-го скликання.

## Біографія
Закінчив Ленінградське вище військово-морське училище, штурман; Київський політехнічний інститут, інженер-механік; Українську сільськогосподарську академію, інженер-механік.
Після закінчення Київського політехнічного інститут працював керівником радянсько-австрійсько-американського спільного підприємства. Після закінчення сільськогосподарської академії — голова правління колгоспу «Росія» Згурівського району Київської області.
У 1994 році — голова міжнародного фонду розвитку науки і інтелектуальної власності «Третє Тисячоліття-ТНН», президент Академії оригінальних ідей.
Народний депутат України 2-го демократичного скликання з .04.1994 (2-й тур) до .04.1998, Баришівський виборчий округ № 214, Київська область. Член Комітету з питань науки і народної освіти. Член депутатської групи «Єдність» (до цього — депутатської групи «Державність»).
Був начальником Київського міського управління земельних ресурсів. Президент Київського Міжнародного Земляцтва.
У липні 2015 — квітні 2018 року — керівник державного підприємства «Укркартгеофонд» (Державний картографо-геодезичний фонд України).

## Нагороди та звання
- державний службовець 1-го рангу